# Matteo Marsaglia
Matteo Marsaglia (Roma, 5 ottobre 1985) è un ex sciatore alpino italiano.

## Biografia
Nato a Roma e fratello di Francesca, a sua volta sciatrice alpina, Matteo Marsaglia iniziò a praticare ginnastica artistica e tennis, disciplina quest'ultima nella quale la madre Roberta fu professionista. In seguito decise di seguire le orme del padre Andrea, maestro ed allenatore di sci, e si trasferì con l'intera famiglia a San Sicario; tra le prime vittorie figura quella ottenuta al Trofeo Topolino nel 2000 in slalom gigante nella categoria "Allievi".

### Stagioni 2000-2012

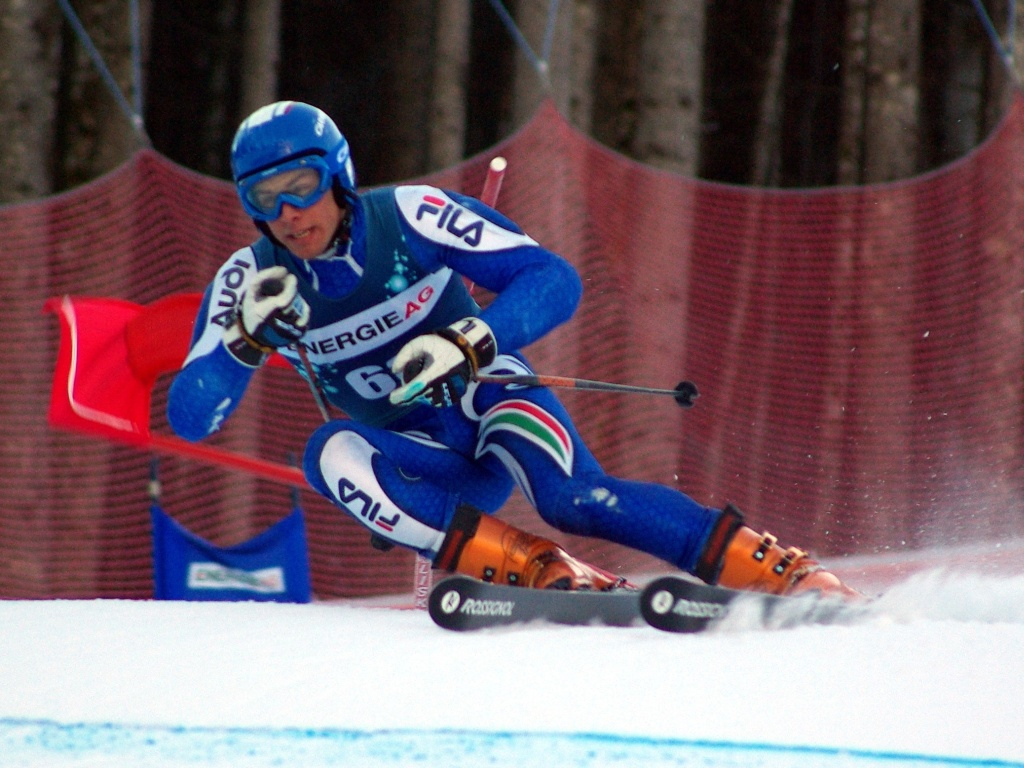
Matteo Marsaglia in gara a Hinterstoder in Coppa Europa nel 2008

Specialista delle prove veloci, Marsaglia ha esordito in gare riconosciute dalla FIS il 22 gennaio 2000 giungendo 62º in uno slalom speciale a Tignes; due anni dopo ha conquistato tre medaglie ai Campionati italiani juniores di Chiesa Valmalenco, mentre nel 2003 a Sarentino si è laureato campione italiano di categoria nel supergigante. In Coppa Europa ha esordito il 13 febbraio 2003 a Sella Nevea in supergigante (59º) e ha ottenuto il primo podio il 24 gennaio 2008 a Sarentino in supercombinata (3º); il 3 febbraio successivo ha debuttato in Coppa del Mondo nella a Val-d'Isère nella medesima specialità, riuscendo a ottenere i primi punti grazie al 16º posto.
Il 25 febbraio 2009 ha conquistato a Tarvisio in supercombinata il primo successo in Coppa Europa; due anni dopo ha conquistato la sua seconda e ultima vittoria in Coppa Europa (nonché ultimo podio), l'8 gennaio 2011 a Wengen in supergigante, e ha esordito ai Campionati mondiali: a Garmisch-Partenkirchen 2011 è stato 15º nella medesima specialità. Ai Campionati italiani 2011 si è laureato campione nazionale nella discesa libera sulla pista di La Thuile; nel 2012 Marsaglia ha incrementato il proprio palmarès vincendo un altro titolo italiano, nel supergigante a Roccaraso.

### Stagioni 2013-2018
Nella stagione 2012-2013 ha conquistato i suoi due podi di carriera in Coppa del Mondo, la vittoria nel supergigante disputato il 1º dicembre sulla Birds of Prey di Beaver Creek (precedendo il norvegese Aksel Lund Svindal e l'austriaco Hannes Reichelt) e il 2º posto il 14 dicembre sulla Saslong della Val Gardena nella medesima specialità (dietro a Svindal). Nella stessa stagione ha preso parte ai Mondiali di Schladming 2013, dove si è classificato 11º nel supergigante e 28º nella supercombinata; a fine anno in Coppa del Mondo è risultato 27º nella classifica generale e 2º in quella di supergigante, superato da Svindal di 231 punti.
Ha vinto la medaglia d'oro nel supergigante e nella supercombinata ai Campionati italiani 2014; ai Mondiali di Vail/Beaver Creek 2015 è stato 28º nella discesa libera, 14º nel supergigante e 32º nella combinata e nella stessa stagione ai Campionati italiani 2015 si è aggiudicato il titolo nazionale nella discesa libera. Ai XXIII Giochi olimpici invernali di Pyeongchang 2018, sua prima presenza olimpica, si è classificato 20º nel supergigante e nella stessa stagione ai Campionati italiani 2018 ha vinto nuovamente la medaglia d'oro nel supergigante.

### Stagioni 2019-2023
Ai Mondiali di Åre 2019 è stato 13º nella discesa libera e 43º nel supergigante; nello stesso anno ai Campionati italiani 2019 si è aggiudicato i suoi ultimi titoli nazionali, nella discesa libera e nel supergigante. Ai Mondiali di Cortina d'Ampezzo 2021 si è classificato 24º nella discesa libera e 19º nel supergigante e ai XXIV Giochi olimpici invernali di Pechino 2022, sua ultima presenza olimpica, si è piazzato 15º nella discesa libera e 18º nel supergigante.
Ai Mondiali di Courchevel/Méribel 2023, suo congedo iridato, è stato 15º nella discesa libera; si è ritirato al termine di quella stessa stagione 2022-2023: ha preso per l'ultima volta il via in Coppa del Mondo il 5 marzo ad Aspen in supergigante (20º) e la sua ultima gara in carriera è stata la discesa libera dei Campionati italiani 2023, disputata il 22 marzo a La Thuile.

## Palmarès

### Coppa del Mondo
- Miglior piazzamento in classifica generale: 27º nel 2013
- 2 podi (entrambi in supergigante)
  - 1 vittoria
  - 1 secondo posto

#### Coppa del Mondo - vittorie
| Data             | Località     | Paese       | Specialità |
| ---------------- | ------------ | ----------- | ---------- |
| 1º dicembre 2012 | Beaver Creek | Stati Uniti | SG         |

Legenda:

SG = supergigante

### Coppa Europa
- Miglior piazzamento in classifica generale: 20º nel 2011
- 3 podi (1 in supergigante, 2 in supercombinata):
  - 2 vittorie
  - 1 terzo posto

#### Coppa Europa - vittorie
| Data             | Località | Paese    | Specialità |
| ---------------- | -------- | -------- | ---------- |
| 25 febbraio 2009 | Tarvisio | Italia   | SC         |
| 8 gennaio 2011   | Wengen   | Svizzera | SG         |

Legenda:

SG = supergigante

SC = supercombinata

### Campionati italiani
- 17 medaglie[3]:
  - 8 ori (discesa libera nel 2011; supergigante nel 2012; supergigante, supercombinata nel 2014; discesa libera nel 2015; supergigante nel 2018; discesa libera, supergigante nel 2019)
  - 5 argenti (supergigante, supercombinata nel 2011; slalom gigante nel 2014; discesa libera nel 2018; discesa libera nel 2022)
  - 4 bronzi (slalom gigante nel 2012; discesa libera nel 2014; discesa libera, supergigante nel 2021)

### Campionati italiani juniores
- 4 medaglie:
  -  1 oro (supergigante nel 2003)
  -  1 argento (slalom gigante nel 2002)
  -  2 bronzi (supergigante, slalom speciale nel 2002)[senza fonte]